# Episodi di South Park (quattordicesima stagione)
La quattordicesima stagione di South Park, composta da 14 episodi, è stata trasmessa negli Stati Uniti su Comedy Central dal 17 marzo al 17 novembre 2010.
L'edizione italiana è stata trasmessa su Comedy Central dal 26 ottobre al 30 novembre 2010.
Una settimana dopo la trasmissione originale del quinto episodio della stagione, il sito di Revolution Muslim, un'organizzazione musulmana con sede a New York, ha riportato che gli autori della serie Matt Stone e Trey Parker potrebbero finire come Theo van Gogh, regista olandese assassinato da Mohammed Bouyeri, esponente del Gruppo Hofstad, a causa del suo cortometraggio Submission. Come risultato, Comedy Central ha pesantemente censurato parti dell'episodio sequel, 201, eliminando le immagini e i riferimenti a Maometto. Di conseguenza, gli episodi 200 e 201 sono stati trasmessi solo negli Stati Uniti. Questa è la prima stagione ad essere trasmessa nel formato 16:9.
Tutti gli episodi sono stati scritti e diretti da Trey Parker.
| nº | Titolo originale                  | Titolo italiano                     | Prima TV USA     | Prima TV Italia  |
| -- | --------------------------------- | ----------------------------------- | ---------------- | ---------------- |
| 1  | Sexual Healing                    | Dipendenza da sesso                 | 17 marzo 2010    | 26 ottobre 2010  |
| 2  | The Tale of Scrotie McBoogerballs | La storia di Scroto McPalledipus    | 24 marzo 2010    | 26 ottobre 2010  |
| 3  | Medicinal Fried Chicken           | Pollo terapeutico                   | 31 marzo 2010    | 2 novembre 2010  |
| 4  | You Have 0 Friends                | Hai zero amici                      | 7 aprile 2010    | 2 novembre 2010  |
| 5  | 200                               | 200                                 | 14 aprile 2010   | Inediti entrambi |
| 6  | 201                               | 201                                 | 21 aprile 2010   | Inediti entrambi |
| 7  | Crippled Summer                   | Un'estate diversa                   | 28 aprile 2010   | 9 novembre 2010  |
| 8  | Poor and Stupid                   | Povero e stupido                    | 6 ottobre 2010   | 9 novembre 2010  |
| 9  | It's a Jersey Thing               | New Jersey                          | 13 ottobre 2010  | 16 novembre 2010 |
| 10 | Insheeption                       | Insheeption                         | 20 ottobre 2010  | 16 novembre 2010 |
| 11 | Coon 2: Hindsight                 | Il Procione 2: il senno di poi      | 27 ottobre 2010  | 23 novembre 2010 |
| 12 | Mysterion Rises                   | L'avvento di Mysterion              | 3 novembre 2010  | 23 novembre 2010 |
| 13 | Coon vs. Coon and Friends         | Il Procione contro Procione e amici | 10 novembre 2010 | 30 novembre 2010 |
| 14 | Crème Fraiche                     | Crème Fraiche                       | 17 novembre 2010 | 30 novembre 2010 |

## Dipendenza da sesso
- Titolo originale: Sexual Healing

### Trama
Un gruppo di scienziati americani inizia a chiedersi cosa spinga così tanti uomini (in particolare quelli ricchi e famosi) ad avere così tante relazioni sessuali con partner diverse. Piuttosto che ammettere che gli uomini sono da biasimare per le proprie azioni, gli scienziati giustificano il desiderio di sesso di un uomo sostenendo che è dovuto ad una malattia chiamata "dipendenza da sesso". Al fine di dimostrare il loro caso, eseguono una serie di test tra i bambini, dalla quarta elementare fino al liceo. Dopo uno dei loro test, Kyle, Kenny e Butters vengono diagnosticati come dipendenti da sesso. Il test prevedeva di mostrare ai ragazzi una foto di una donna nuda e, in seguito, chiedere loro di che colore era il fazzoletto che la donna tiene in mano. Quelli che rispondevano "giallo" erano "sani", mentre quelli che rispondevano "Ma quale fazzoletto?" risultavano dipendenti da sesso. I tre ragazzi vengono portati da un medico, il quale li informa che la loro dipendenza finirà per ucciderli a causa dell'asfissia autoerotica in costume di Batman. Kenny trova questo concetto eccitante e, più tardi, lo sperimenta, uccidendosi.
Per combattere il loro "problema", Kyle e Butters si affidano all'Istituto Karne per la dipendenza dal sesso. Insieme a loro ci sono Michael Douglas, Michael Jordan, Ben Roethlisberger, David Duchovny, Charlie Sheen, David Letterman, Bill Clinton, Billy Bob Thornton, Kobe Bryant, Eliot Spitzer e Tiger Woods. Tuttavia, piuttosto che ammettere le proprie colpe e il loro scarso giudizio, il centro incolpa invece il fatto di essere stati beccati, e non si preoccupa di insegnare loro a controllare i propri impulsi. Quando Kyle fa notare ciò al consulente, quest'ultimo chiama degli scienziati dello studio e afferma che "abbiamo uno stronzo nella ciotola del punch".
Nel frattempo, gli scienziati eseguono una serie di test che coinvolgono gli scimpanzé, ai quali viene dato del denaro e iniziano a dimostrare lo stesso comportamento di Tiger Woods, tra cui tradire la sua compagna con altre femmine, venire picchiato dalla sua compagna e tenere una conferenza stampa per scusarsi pubblicamente. Gli scienziati portano le loro scoperte al presidente Barack Obama, il quale sostiene che la dipendenza potrebbe provenire solo da una fonte: l'alieno che si è schiantato a Roswell, nel New Mexico, il quale ha rilasciato il virus della dipendenza sessuale, sostenendo che l'alieno è ospitato nella Independence Hall. Obama organizza una squadra per trovare il presunto alieno e ucciderlo. I membri della clinica per la riabilitazione dalle dipendenze sessuali sono nel frattempo messi su un elicottero verso l'Independence Hall al fine di essere "curati".
Alla Independence Hall, il presidente guida la sua forza d'attacco e sostiene che l'alieno deve essere invisibile, rendendolo così un mago alieno. Mentre viene fatta questa affermazione, uno dei soldati afferma che l'intera faccenda del "mago alieno" è diventata troppo ridicola, dicendo che anche lui e sicuramente tutti loro farebbero lo stesso che fanno le celebrità, se ne avessero le opportunità. Egli finisce dichiarando che, mentre non bisognerebbe tollerare il comportamento delle celebrità, gli uomini non dovrebbero comportarsi come se non capissero, perché capiscono perfettamente. Su questa affermazione, l'uomo viene catturato dai suoi commilitoni e vestito con un costume da alieno mago mal fatto. Nel frattempo, Kyle e Butters sono selezionati per aiutare la task force ad uccidere il mago alieno. Dando loro pistole e liberando il soldato nel costume, il presidente, gli scienziati e i soldati usano una luce stroboscopica per convincere Kyle e Butters a sparare al soldato più volte fino a quando non lo uccidono. Nel frattempo, tutti i membri del centro per la dipendenza dal sesso iniziano a ballare, sostenendo di essere stati "guariti" con la morte dell'"alieno".

## La storia di Scroto McPalledipus
- Titolo originale: The Tale of Scrotie McBoogerballs

### Trama
Alla classe viene assegnato come libro da leggere Il giovane Holden di J.D. Salinger. Inizialmente i bambini non sembrano entusiasti, ma quando il signor Garrison spiega loro che quest'opera è stata appena tolta dalla lista dei libri banditi a causa delle sue parti controverse e che è il libro che ha convinto Mark David Chapman a uccidere John Lennon, corrono a casa a leggerlo. Stan, Kyle, Cartman e Kenny però rimangono molto delusi perché il protagonista, oltre a dire ogni tanto qualche parolaccia, non fa nulla di così censurabile. Il libro sembra invece fare effetto a Butters, che appena lo finisce inizia a ripetere ossessivamente la frase "Uccidere John Lennon", brandendo un coltello. Quando scopre tramite suo padre che Lennon è già morto, deluso, ritorna in sé. I ragazzi, increduli che qualcuno abbia considerato quel romanzo controverso, decidono di scriverne uno loro: La storia di Scroto McPalledipus. La madre di Stan però lo trova nel cassetto della biancheria e lo legge. Il romanzo ideato dai ragazzi è talmente disgustoso e perverso che già dopo essere arrivata alle prime righe, vomita. Nonostante ciò riesce a leggerlo tutto riconoscendone l'efficace scrittura e il realistico spessore psicologico dei personaggi. Perciò lo consiglia anche a Randy, che ha la medesima reazione definendolo il più bel libro che abbia mai letto. Stan intanto si rende conto che il libro è stato letto dai genitori perché si accorge che è scomparso dal cassetto. Perciò, insieme agli amici, decide di dare tutta la colpa a Butters, convincendolo di averlo scritto durante una crisi di sonnambulismo. Butters si lascia plagiare perché in questo modo trova una spiegazione alle sue frequenti amnesie e al suo desiderio di uccidere hippies e fricchettoni.
Tutti i genitori si riuniscono per parlare con i ragazzi, ma prima che dicano qualcosa danno la colpa a Butters. Inaspettatamente i genitori si congratulano con Butters e gli comunicano di aver fatto un accordo con una casa editrice. Il romanzo ha un grandissimo successo: vende diversi milioni di copie e viene tradotto in 26 lingue. Inoltre nessuno dei lettori è riuscito a finire il capitolo senza vomitare. Butters presto diventa molto celebre attirando l'ira dei quattro protagonisti. La crescente notorietà e i meriti attribuiti a Butters non impediscono tuttavia ai suoi genitori di metterlo in punizione come sogliono fare. Intanto i veri autori del libro, consapevoli dei motivi che li hanno portati a scriverlo, per bandirlo accusano il romanzo di avere come unica finalità: essere il più volgare e osceno possibile, senza i significati nascosti che tutti i lettori vedono tra le righe. Cartman arriva alla conclusione che l'unica soluzione sia uccidere Sarah Jessica Parker per far pensare alla gente che l'ipotetico assassino sia stato istigato dal libro in modo tale che possa finalmente essere bandito. L'attrice viene travestita da alce così da attirare dei cacciatori.
Nel frattempo Butters, ancora rinchiuso in camera sua, si accinge a scrivere il secondo romanzo La pupù che fece la pipì (The Poop That Took a Pee). I primi capitoli del libro vengono letti in diretta TV da Morgan Freeman rivelando una storia incentrata semplicemente su atti scatologici. A questo punto i ragazzi credono che, essendo il libro scritto da un'altra persona, a nessuno piacerà, perciò abbandonano il progetto di morte di Sarah Jessica Parker. Inaspettatamente il romanzo viene apprezzato solo perché i lettori ci trovano altri significati nascosti che in realtà non esistono. La lettura del secondo romanzo desta gli impulsi omicidi di un lettore che spara in diretta TV al reality Al passo con i Kardashian, uccidendo tutti i protagonisti, beniamini di Butters. I libri di Butters vengono banditi. Butters si sente in colpa per aver scritto il libro che ha ucciso quella che considera la donna più bella del mondo, Kim Kardashian, e Kyle gli spiega che la colpa non è sua, ma della gente che, leggendo i libri, si ostina a cercare messaggi inesistenti. Cartman gli dice di essere responsabile della morte di Sarah Jessica Parker, precedentemente abbandonata nel bosco e uccisa da un cacciatore, ma Butters non se ne cura, affermando che era brutta.

## Pollo Fritto Terapeutico
- Titolo originale: Medicinal Fried Chicken

### Trama
Delle nuove leggi statali stabiliscono la chiusura di tutti i fast food nei quartieri a basso reddito del Colorado. Con grande costernazione di Cartman, dipendente dal pollo fritto, anche il Kentucky Fried Chicken cessa l'attività. Al posto del ristorante viene aperta una farmacia che vende marijuana a scopo terapeutico. Randy Marsh, non avendo alcun certificato medico in cui gli viene prescritto l'utilizzo di questa sostanza stupefacente, prende appuntamento dal dottore. Qui viene a sapere, con delusione, di essere in perfetta salute. Il signor Marsh quindi tenta di provocarsi il cancro in tempo per il concerto di Ziggy Marley. Dapprima stando per molto tempo sotto il sole, poi mangiando cibi surgelati. Questi metodi però provocano tumori solo dopo molti anni, perciò sceglie di provocarsi il cancro ai testicoli esponendoli alle radiazioni prodotte dal forno a microonde. La mattina seguente si sveglia con le gonadi estremamente ingrossate e può finalmente avere la ricetta per comperare legalmente la marijuana.
Cartman, astinente dal cibo fritto e grasso, raggiunge prima una clinica di disintossicazione e poi trova degli spacciatori di pollo fritto. In cambio del cibo accetta di diventare un collaboratore di Billy Miller, trasportando le porzioni e trattando con i fornitori. Eric contratta anche con il colonnello Sanders in persona, ottenendo 10.000 confezioni di pollo, di cui Eric mangia il 36%. Successivamente Billy viene spodestato da Eric, che prende in mano le redini della società. Tramite Jamie Oliver, le autorità vengono informate del suo traffico clandestino e fanno un blitz nello scantinato di Billy durante il quale sua madre viene uccisa.
Gli amici di Randy, invidiosi del fatto che lui può fumare legalmente la marijuana, si provocano anche loro il cancro ai testicoli. La diffusione di questo tumore fa preoccupare il dottore, che crede erroneamente che fosse il fast food a tenere le persone in salute. Le illusioni del signor Marsh dimostrano la loro assurdità quando le sue gonadi diventano troppo grandi e gli ostacolano il passaggio attraverso la porta della farmacia impedendogli di comprare la sua dose quotidiana, essendo illegale venderla all'esterno del negozio. Gli uomini che si rifornivano lì protestano pubblicamente, attirando l'attenzione dei cittadini. Dato l'incremento del mercato nero, delle morti, delle sparatorie e della diffusione del cancro, la marijuana viene nuovamente resa illegale, mentre i fast food vengono fatti riaprire.
Il coinvolgimento di Cartman nel mercato nero del pollo fritto è una parodia del film Scarface, con Cartman che rispecchia il ruolo Tony Montana ed il Colonnello Sandersquello di Alejandro Sosa. Nell'episodio, Cartman viaggia in una terra straniera per incontrare un trafficante, usurpa le operazioni illegali del suo boss e viene alla fine sconfitto per via della dipendenza del suo stesso prodotto, proprio come in Scarface. Alcune scene ne riprendono fedelmente altre di Scarface, come quella in cui Cartman osserva con un binocolo Tommy che impiccato su di un elicottero (riferimento all'esecuzione di Omar Suarez, interpretato nel fim da F. Murray Abraham), e la scena finale in cui il quartier generale di Cartman viene attaccato da uomini armati. L'episodio include anche un riferimento al film del 1991 New Jack City.

## Hai zero amici
- Titolo originale: You Have 0 Friends

### Trama
Kyle, Cartman e Kenny creano un profilo su Facebook a Stan, che però non si dimostra per nulla entusiasta, dato che non vuole essere risucchiato dal social network. Kyle intanto diventa amico di Kip Drordy, un ragazzo emarginato che non aveva amici su Facebook. Kyle, a causa di questa amicizia con Kip, comincia a perdere amici di Facebook e chiede aiuto a Cartman, che lo indirizza su Chatroulette. Intanto Stan, a causa delle pressioni di amici e parenti, finisce col ritrovarsi migliaia di amici.
Stanco della situazione, Stan decide di cancellarsi l'account che però lo risucchia dentro il computer (parodia del film Tron) perché il suo profilo è diventato troppo grande. Stan riesce a sconfiggere il suo account in una partita a Yahtzee e riesce a spostare tutti i suoi amici nell'account di Kip, che era appena stato cancellato da Kyle come amico.

## 200

### Trama
Durante una gita scolastica alla fabbrica del fudge, Stan Marsh per sbaglio insulta Tom Cruise definendolo un "imballatore di fudge" (cosa che questi stava effettivamente facendo). Sentitosi offeso, Tom Cruise reagisce esageratamente minacciando ritorsioni legali. Riunisce così oltre duecento celebrità che sono state ridicolizzate dalla cittadina in passato per fare causa a South Park, a patto che la cittadina consegni alle celebrità il profeta Maometto, da cui le celebrità vogliono estrarre un fluido grazie al quale non potranno mai più essere derise.
Però anche i pel di carota vogliono Maometto per la stessa ragione. Così la cittadina di South Park viene attaccata sia dalle celebrità, che per non incorrere in cause legali, mandano ad attaccare la città da Barbra Streisand sia dai pel di carota. Nel frattempo Cartman riprende le indagini per scoprire l'identità del padre.

## 201

### Trama
Celebrità arrabbiate, pel di carota pericolosi e Mecha-Streisand (rediviva dopo essere stata sconfitta da Robert Smith, il leader della band The Cure) stanno per distruggere South Park. Nel frattempo Cartman si interroga su chi sia suo padre. Pip Pirrup chiede educatamente a Mecha-Streisand 2.0 di smettere di distruggere la città ma viene da questa schiacciato e muore. Mister Cilindro conduce Eric Cartman a scoprire che suo padre non è altri che Jack Tenorman, il padre di Scott.
Il flashback all'inizio dell'episodio, in cui la mano sinistra di Cartman (Mitchell "Mitch" Conner) parla della sua radiazione dall'esercito del 1972 durante la guerra del Vietnam, è una parodia del film Apocalypse Now. Durante questo flashback di Mitch Conner si sente in sottofondo la canzone Time of the Season del gruppo musicale rock britannico The Zombies.
La scena dell'incontro tra Cartman e Scott Tenorman rispecchia quella parte della storia a fumetti del 1988 Batman: The Killing Joke in cui Joker tortura e schernisce il commissario James Gordon per cercare di farlo impazzire. Mecha-Streisand viene sconfitta per via della sua incapacità di resistere a duettare con Neil Diamond, un cantautore e compositore pop. Durante una scena, Mecha-Streisand distrugge il ristorante messicano "Casa Bonita", che esiste realmente (era una catena di ristoranti a tema messicano originata a Oklahoma City, ma ora ne rimane uno solo a Lakewood, Colorado) e che era già apparso nell'episodio della settima stagione Casa bonita.
Il 31 gennaio 2014, la versione originale non censurata dell'episodio venne illegalmente distribuita online senza l'approvazione di Comedy Central dopo che un utente di 4chan realizzò che l'episodio esisteva sul server del sito web ufficiale e che si sarebbe potuto scaricare utilizzando il software RTMPDump.
Gesù: That's right. Don't you see, gingers, if you don't want to be made fun of anymore, all you need are guns and bombs to get people to stop.
Babbo Natale: That's right, friends. All you need to do is instill fear and be willing to hurt people and you can get whatever you want. The only true power is violence.
Gesù: È vero. Non vedete, rossi? Se non volete più essere presi in giro, tutto ciò di cui avete bisogno sono pistole e bombe per far smettere la gente.
Babbo Natale: È vero, amici. Tutto ciò che dovete fare è instillare la paura ed essere disposti a ferire le persone e potete ottenere tutto ciò che volete. L'unico vero potere è la violenza.
Stan: Sì.»
(Il discorso finale, censurato da Comedy Central)

## Un'estate diversa
- Titolo originale: Crippled Summer

### Trama
In questo episodio vengono narrate due storie parallele con uno stile narrativo basato su quello della serie TV statunitense Intervention.
La prima segue Asciughino, ormai diventato un tossicodipendente che consuma crack e eroina, si ritrova al verde e lasciato dalla sua ragazza, con cui aveva avuto un figlio; passa quindi ai detergenti a gas per pulire i computer. i ragazzi gli trovano lavoro a Lake Tardicaca, presso un campo estivo per disabili mentali e fisici per asciugarli, ma viene licenziato quando viene scoperto fornire sesso orale a degli anziani in cambio di denaro. Persuaso da Stan, Kyle, Cartman (che legge senza interruzioni una lunga lista di posizioni antisemite) a una riunione, non appena Butters gli mostra suo figlio Salvietta, Asciughino si convince a recarsi in una clinica per disintossicarsi, a Rancho Palos Verdes (California). Al termine dell'episodio si scopre che Asciughino si è disintossicato ed è tornato con la sua ragazza e figlio.
La storia parallela è ambientata nel campo estivo per disabili sopra citato. il bullo Nathan, capitano della squadra rossa, organizza piani per uccidere Jimmy (capitano della la squadra blu, di cui fa parte anche Timmy). I piani vengono messi in atto dal suo braccio destro Mimsy, ma a causa della sua stupidità tutti i piani si ritorcono contro a Nathan: viene quasi morso da un mamba nero durante la gara di canottaggio, trafitto dalle frecce di ostili indigeni che abitano in una riserva vicina giungendoci con la mappa della caccia al tesoro sbagliata e stuprato all'ano da uno squalo del lago richiamato con un fischietto per l'accoppiamento. Durante il talent show i due mettono mezza libbra di C-4 nell'ukulele di Jimmy, programmato per esplodere durante l'assolo; Jimmy lo sbaglia e va avanti, ma non appena Mimsy gli mostra come farlo viene interrotto da Nathan, il quale, furibondo per la stupidità del complice, suona correttamente l'assolo e viene quindi sbalzato in riva al lago dall'esplosione, dove viene morso dal mamba nero, nuovamente attaccato dagli indigeni e stuprato dallo squalo, venendo quindi ricoverato in ospedale. Jimmy gli regala la corona del vincitore, ma Nathan risponde dicendogli che lo odia ancora.
L'assolo di ukulele è un estratto di "Believe Me, If All Those Endearing Young Charms", spesso usato per innescare gli esplosivi nei corti dei Looney Tunes.

## Povero e stupido
- Titolo originale: Poor and Stupid

### Trama
Eric Cartman vuole diventare un pilota della NASCAR; è pronto a rinunciare a tutto purché accada, però sa che per quanto ci provi non riuscirà mai a raggiungere il livello degli altri piloti. Lavora con Butters per ottenere quelle che per lui sono le due cose che gli mancano per competere: "essere povero e stupido". Regala quindi a Butters tutti i suoi "averi" (58,30 dollari), poi segue delle sitcom in tv a testa in giù; durante la visione scopre che un effetto collaterale della crema Vagisil sono i vuoti di memoria, per cui decide di assumerlo per via orale, rubandolo da un supermercato (essendo rimasto senza soldi).
Partecipa quindi alla immaginaria gara "Denver 300" rubando l'auto ad un pilota ufficiale, ma in partenza, essendo incapace di guidare, inverte la rotta, effettua un giro in senso opposto agli altri piloti, causando incidenti, undici morti e il suo stesso grave ferimento. Dato che i medici che lo hanno soccorso definiscono il suo comportamento il più stupido mai visto, decide che il motivo per cui non ha vinto è il non essere abbastanza povero: prende perciò spunto dalla famiglia di Kenny McCormick (a sua volta appassionato di NASCAR), acquistando a rate una serie di oggetti costosi, indebitandosi per anni.
In suo aiuto interviene il presidente della Vagisil che, per ringraziarlo della involontaria pubblicità seguita al suo incidente, regala una vettura per gareggiare ad Eric, che così può partecipare ad una nuova gara. A questa corsa Eric provoca numerosi incidenti che mettono fuori gioco tutti i concorrenti ad eccezione di lui, nonostante Kenny cerchi in tutti i modi di sabotarlo per difendere la reputazione dei tifosi della NASCAR. A impedirgli di vincere è la moglie del presidente della Vagisil, la quale, essendo esausta di essere umiliata dal marito davanti alle telecamere, ruba l'auto di Jimmie Johnson (rimasto ucciso, come gli altri concorrenti, dalla guida spericolata di Eric) e arriva prima, impedendo alla scuderia del marito di trionfare.

## New Jersey
- Titolo originale: It's a Jersey Thing

### Trama
L'episodio è una parodia dei reality show che si occupano degli abitanti del New Jersey, spesso di origini italiane (Jersey Shore, The Real Housewives of New Jersey, Jerseylicious), che vengono dipinti come delle persone rozze, moleste, facilmente irascibili e senza peli sulla lingua, con una spiccata preoccupazione per il loro aspetto fisico. Oltretutto, ogni qual volta compiono un gesto o dicono qualcosa di apparentemente incomprensibile, si giustificano dicendo «È una cosa del Jersey!» (It's a Jersey Thing è il titolo originale dell'episodio).
Una nuova famiglia del New Jersey si è trasferita vicino a casa di Stan. Sharon li invita a cena ma presto si rende conto di quanto siano sgradevoli: la moglie, una casalinga, prende subito confidenza facendo notare a Sharon quanto sia vestita male e quanto sia sporgente il suo mento. Quando la signora Marsh fa notare molto pacatamente alla donna il suo strabismo, quest'ultima dà di matto e ricopre di pesanti insulti Sharon, fracassando il tavolo e le sedie. Solo il marito riesce poi a calmarla e alla fine la donna si scusa dicendo che loro del New Jersey sono fatti così. Alla tavola calda, Stan si lamenta con gli amici del fatto che questa nuova famiglia è rumorosa e molesta. Quando gli abitanti originari del New Jersey sentono questa parola, subito fanno gruppo e organizzano una festa proprio alla tavola calda, dimostrando la tesi di Stan. Dal parrucchiere nasce un'altra furiosa lite immotivata tra le donne del Jersey; a difendere Sharon, quando questa viene trascinata nel litigio, arriva Sheila Broflovski, che riesce facilmente a tenere testa alle altre. Nel frattempo Randy organizza una riunione per esporre le problematiche nate da quando gli abitanti del New Jersey si sono trasferiti anche negli altri stati, invadendo tutta la parte orientale delle Montagne Rocciose. Sheila sconvolge tutti confessando di essere nata e cresciuta nel New Jersey, ma di aver controllato questa parte della sua personalità da quando si è trasferita a South Park.
A causa delle origini della madre, Kyle viene discriminato da Eric Cartman. Lui lo considera ormai "fuori gioco" perché è rosso di capelli, ebreo e ora anche originario del New Jersey. Stan e Kenny invece rimangono indifferenti, consci del fatto che Kyle non è come gli altri del Jersey. Quando però Kyle torna a casa, quasi posseduto, si mette il gel nei capelli, si depila le sopracciglia e si strappa le maniche della maglietta. Anche la madre assume l'aspetto delle donne del New Jersey: si trucca molto vistosamente e si acconcia i capelli. Avendo una crisi d'identità, la madre confessa a Kyle che mentre era incinta di lui per i primi due mesi viveva nel New Jersey, quindi tecnicamente è di quello Stato. Tutti i cittadini di South Park bruciano i negozi dei nuovi cittadini disprezzati per mandarli via dalla città. Non riuscendoci, chiedono aiuto ad al-Qaida tramite un video messaggio in cui mostrano spezzoni di Jersey Shore, tentando di fare compassione a Osama Bin Laden. Poi trovano in un edificio abbandonato un mostro di nome Snooki (Nicole Polizzi), che però scappa. Nel frattempo Cartman tenta di eliminare Kyle, chiudendolo con l'inganno in un congelatore, dove però si è nascosta Snooki. Il mostro violenta Dog Poo Petuski e Cartman ma Kyle, come succede con i licantropi, si trasforma nello stereotipo italoamericano e riesce ad allontanare Snooki chiamandola "pelosa puzzona". Centinaia di cittadini del New Jersey muoiono in massa quando gli aerei dei terroristi suicidi si schiantano su di loro (come accadde durante l'11 settembre). I cittadini del Jersey ritornano nel loro Stato d'origine e tutto ritorna alla normalità, compreso Kyle, che una volta tanto viene ringraziato da Cartman. Osama Bin Laden viene pubblicamente ringraziato con una medaglia al valore. Improvvisamente, durante la cerimonia compare un soldato americano che uccide il terrorista dicendo «Tango abbattuto».

## Insheeption

### Trama
Dopo aver visto l'armadietto di Stan pieno di cianfrusaglie, Wendy sospetta che Stan possa soffrire di sindrome dell'accumulo. La ragazza decide quindi di chiamare il dottor Chinstrap, un dottore specializzato in sindrome dell'accumulo, per aiutarlo a svuotare il suo armadietto, ma il solo buttare nel cestino alcuni oggetti tra cui un sandwich avariato scatena il panico in Stan, confermando così i sospetti di Wendy. Stan viene quindi mandato dal Signor Mackey che, nonostante non se ne accorga, soffre di una forma di sindrome dell'accumulo più grave di quella di Stan: infatti, oltre ad avere tutto l'ufficio invaso dalla spazzatura, aggredisce verbalmente Stan dopo che questi ha osato prendere un cartone di latte vuoto. Stan e il signor Mackey, assieme ad un pecoraro (che credono erroneamente affetto da sindrome dell'accumulo), vengono collegati ad un macchinario dal dottor Chinstrap e il suo assistente, per analizzare il loro subconscio e capire l'origine della loro disposofobia.
Il Signor Mackey comincia così a sognare di quando andava a scuola e subiva angherie da parte di alcuni bulli che aveva messo nei guai. Tuttavia, l'intensità del sogno del Signor Mackey è tale da assorbire letteralmente il subconscio di Stan e del percoraro, che finiscono catapultati nel suo sogno. Durante la terapia sempre più personaggi si introdurranno nel sogno del Signor Mackey: il padre di Stan, gli "esperti dei sogni" (i personaggi Dom, Arthur, Eames, Yusuf e Mr. Saito del film Inception, di cui l'intero episodio è una parodia), il giocatore di football Matt Hasselback, un pizzaiolo e dei pompieri. Quando dai grafici del macchinario si scopre che il Signor Mackey sta iniziando a sognare qualcosa di traumatico, il dottor Chinstrap decide di chiedere aiuto all'unica persona "in grado di infilarsi nei sogni meglio di chiunque altro", che si rivelerà essere Freddy Krueger, l'antagonista della saga di Nightmare (già apparso, fra l'altro, in Imaginationland), che nell'universo di South Park è un ex spia che uccideva i ragazzi nei sogni per conto del governo; dopo un iniziale rifiuto, Freddy accetta di aiutare il dottor Chinstrap.
Nel frattempo, all'interno del sogno, i personaggi si ritrovano in una gita scolastica nel bosco di Frisco e il Sig. Mackey cerca di fuggire dai bulli che lo vogliono punire, ma Stan lo convince ad affrontarli, poiché si trova in un sogno e non può succedergli nulla. Il Sig. Mackey segue il consiglio di Stan ed affronta i bulli, ma questi vengono uccisi dai personaggi di Inception, convinti che fossero la causa del suo trauma infantile. Quando i personaggi comprendono che la faccenda non è ancora finita, il Sig. Mackey inizia a ricordare che, durante la gita, riuscì a sfuggire ai bulli nascondendosi in una piccola casa, dove ha incontrato un uomo travestito da "Gufo Boschino", un personaggio a stampo ecologista, che ad un tratto ha iniziato a molestarlo sessualmente. Vistosi scoperto, il ricordo traumatico del Sig. Mackey assume sembianze demoniache ed inizia a seminare terrore, uccidendo il pecoraro. Fortunatamente giunge in soccorso Freddy Krueger che trafigge mortalmente il "Gufo Boschino" con il suo guanto, ponendo così fine al sogno e al trauma del Sig. Mackey e permettendo a tutti di svegliarsi (tranne il pecoraro). Risolto il problema della disposofobia del Sig. Mackey, il dottor Chinstrap decide di iniziare la terapia con Stan, ma questi, disposto a non ripetere mai più una simile esperienza, si mette a svuotare il suo armadietto.
Il titolo e la trama dell'episodio sono una parodia del film Inception, con i personaggi di questo film che svolgono un ruolo importante durante l'episodio.

## Il Procione 2: il senno di poi
- Titolo originale: Coon 2: Hindsight

### Trama
Cartman, alias Il Procione, ha formato una lega di supereroi chiamata "Il procione e i suoi amici" (Coon and Friends), che comprende anche Stan, Kyle, Token, Timmy, Kenny (alias Mysterion) Bradley Biggle e Clyde Donovan. Il gruppo non riesce a distinguersi per via di un vero supereroe: Capitan Senno-di-poi (Captain Hindsight), alias Jack Brolin, giornalista tv con l’inusuale potere di spiegare come si sarebbero potuti evitare i disastri, senza però intervenire personalmente al salvataggio e lasciando morire chissà quanti innocenti.
Intanto la BP Oil e il suo presidente Tony Hayward, trivellano nel Golfo del Messico e successivamente sulla Luna causando prima un inquinamento di massa e poi la liberazione di mostri da un'altra dimensione, tra cui il mostruoso semidio Cthulhu. Il gruppo si divide; il Procione vorrebbe ricattare Capitan Senno-di-poi per farlo entrare nel gruppo, mentre i restanti membri vorrebbero vendere dei dolci per donare i ricavi alla popolazione in difficoltà. 
Mentre stanno tranquillamente camminando, Cartman aggredisce scorrettamente Clyde (alias Mosquito) e Bradley (alias Bacca Menta Crunch, Mint Berry Crunch) per riprendere il controllo del gruppo, ma come conseguenza di questo gesto i suoi amici lo escludono da "Il procione e i suoi amici". In quanto fondatore della stessa lega, Cartman vuole vendicarsi del torto subìto.
La scena in cui Il Procione (Eric Cartman) attacca Mosquito e Bacca Menta Crunch è una citazione del film di Stanley Kubrick del 1971 Arancia meccanica: viene utilizzata anche la stessa musica, ovvero l'overture de La gazza ladra di Gioachino Rossini.

Capitan Senno-di-poi (Captain Hindsight) avvisa la NFL su Brett Favre, un giocatore professionista di football americano accusato di aver inviato fotografie del suo pene con il proprio telefono.
Le creature che emergono dal varco dimensionale creato dalle trivellazioni della BP sono simili a quelle nelle opere di H. P. Lovecraft e del romanzo breve di Stephen King La nebbia, nonché della sua trasposizione cinematografica The Mist. Anche il Grande Antico Oscuro Cthulhu è un mostro dei romanzi di orrore e fantascienza di H. P. Lovecraft.
Il personaggio di Mosquito, alter-ego di Clyde Donovan, ha il naso coperto con una vuvuzela; tale strumento venne utilizzato anche durante le proteste a seguito del disastro ambientale della piattaforma petrolifera Deepwater Horizon, cui si fa riferimento nell'episodio.

## L'avvento di Mysterion
- Titolo originale: Mysterion Rises

### Trama
Capitan Senno-di-poi irrompe ubriaco nel covo del gruppo, accusandoli di aver spacciato delle foto di lui in atteggiamenti provocanti con Courtney Love (in realtà Butters travestito seguendo un piano di Cartman). Kenny/Mysterion allora lo "mette in riga" istigandolo a farsi sparare in testa e gli rivela quindi il suo potere: non può morire. Ogni volta che lo fa si risveglia nel letto della sua camera senza che i suoi amici si stupiscano o ricordino la morte.
Cartman/Il Procione intanto si reca da Cthulhu e stringe alleanza con quest'ultimo per vendicarsi dei suoi amici. Su ordine di Cartman, Chtulhu massacra hyppie e distrugge sinagoghe, supermercati biologici e molti altri luoghi odiati da Cartman. I ragazzi scoprono che a South Park esiste un culto dedicato a Chtulhu che racchiude molti abitanti della città, tra cui i ragazzi Goth e in passato i genitori di Kenny.
Il titolo originale di L'avvento di Mysterion, ovvero Mysterion Rises, è un riferimento a Il cavaliere oscuro - Il ritorno (The Dark Knight Rises), il film finale della trilogia del cavaliere oscuro diretta da Christopher Nolan, che era stato annunciato appena pochi giorni prima la messa in onda dell'episodio. La canzone che si sente nella scena di Cthulhu che vola seminando morte e distruzione insieme a Cartman è una parodia della musica di Il mio vicino Totoro.

## Il Procione contro Procione e amici
- Titolo originale: Coon vs. Coon and Friends

### Trama
Cartman ordina a Cthulu di spedire i suoi amici in un'altra dimensione, cosa che fa anche se Bradley Biggle, alias Baccamenta Crunch, riesce a scappare in tempo. Kenny, riuscito a fuggire uccidendosi, scopre dai ragazzi Goth che solo un immortale può fermare Cthulhu.
Kenny si reca quindi da Cartman e Chtulhu (che nel frattempo ha massacrato Justin Bieber e centinaia dei suoi fan) in compagnia di Bradley, ma in quel momento appare un'entità aliena che rivela di essere il vero padre di Bradley, mandato sulla Terra per sfuggire alla distruzione del suo pianeta e veramente in possesso di superpoteri.
Forte di queste nuove abilità, Bacca Menta Cunch sconfigge Chtulhu e sigilla l'entrata vero l'altra dimensione, mentre Cartman viene rinchiuso in cella assieme al Professor Caos. Mysterion si spara e, verso la fine della puntata, Carol McCormick partorisce un altro Kenny, il quale viene messo nel suo letto dentro al tradizionale parka e che, come consueto, verrà trovato la mattina dopo ricresciuto come le altre volte; nel compiere queste operazioni che si capisce essere di routine (vista la frequenza di morti di Kenny), i coniugi McCormick fanno un commento su quella volta dieci anni prima in cui facevano parte della setta di adoratori di Chtulhu (che, a quanto pare, li ha ricompensati "donandogli" un figlio immortale).
In questo episodio vi è un riferimento al cortometraggio animato distribuito dalla Warner Bros. sotto l'insegna Merrie Melodies Un micio per amico (Feed the Kitty, 1952), quando Cartman cerca di convincere Cthulhu a fare quello che vuole lui con la tecnica del "gattino carino" ("cute kitten"): Cartman agisce e si muove proprio come il gatto Pussyfoot e Cthulhu come il bulldog Marc Antony di Marc Antony & Pussyfoot.

## Crème Fraiche

### Trama
Randy diventa ossessionato dal canale televisivo Food Network tanto da sviluppare un feticismo sessuale: ogni notte resta sveglio a guardare i programmi di cucina e preparare colazioni bizzarre. Quando la moglie Sharon se ne accorge blocca il canale con il parental control. Esasperato, Randy chiama l'hotline di Food Network, in cui le presentatrici descrivono il procedimento con cui cucinano le pietanze. Sharon tenta di riottenere le attenzioni del marito e su consiglio di Sheila decide di rimettersi in forma; per farlo acquista lo scrollatore (Shake Weight), un attrezzo ginnico dai chiari riferimenti alla masturbazione maschile. Ma Randy diventa il cuoco della mensa scolastica sebbene i bambini, soprattutto il figlio, ne siano contrariati; Randy addirittura ordina al figlio e i suoi amici di farsi riprendere sperando di ottenere fama televisiva. Per far ritornare in sé il padre e far ritornare a casa la madre (andata in vacanza portandosi dietro anche lo scrollatore), Stan accetta un folle piano di Kyle: questi fa travestire Cartman da Gordon Ramsay per dire a Randy che la sua cucina fa schifo sperando di fargli abbandonare il suo sogno, ottenendo però l'effetto opposto, cioè l'ossessione di migliorarsi. Le cose sembrano complicarsi quando nella mensa della scuola arrivano tutti i cuochi famosi della TV (Bobby Flay, Jamie Oliver, Mario Batali, Paola Deen e Giada De Laurentiis) dando il via a una grande sfida di cucina che viene trasmessa in diretta. Randy è però costretto ad abbandonare temporaneamente la sfida per cercare a casa la panna acida (ingrediente importante per i suoi piatti) e lì trova sua moglie Sharon che, grazie ai continui "allenamenti" eseguiti con lo scrollatore, distoglie definitivamente Randy dalla sua ossessione per la cucina masturbandolo.